# 犯罪による収益の移転防止に関する法律
犯罪による収益の移転防止に関する法律（はんざいによるしゅうえきのいてんぼうしにかんするほうりつ）は、資金洗浄（マネー・ロンダリング）およびテロ資金供与対策のため、金融機関等の取引時確認、取引記録等の保存、疑わしい取引の届出の義務などの規制を定める法律である。通称は犯罪収益移転防止法、犯収法。
本法律の主務官庁は警察庁刑事局組織犯罪対策部組織犯罪対策企画課だが、各特定事業者に対する監督は特定事業者ごとの事業所管省庁（金融機関であれば金融庁、電話受付代行業務と電話転送サービス業務であれば総務省総合通信基盤局電気通信事業部利用環境課、税理士であれば国税庁税理士管理室）が共管し、商業登記に係る実質的支配者リストなどの業務については法務省民事局商事課が担当する。

## 概要
従来、日本における資金洗浄対策の柱となる法律は、「本人確認法」と「組織的犯罪処罰法」の2つであり、主に金融機関において対策を行っていた。
しかし、2003年（平成15年）に改訂されたFATF「40の勧告」において、金融機関のみならず、非金融業者（不動産・貴金属・宝石等取扱業者等）、職業的専門家（弁護士・公認会計士等）についても「規制すべき対象」として追加された。そこで、当時の内閣官房長官で後に衆議院議長になる細田博之を長として首相官邸に設けられていた内閣国際組織犯罪等・国際テロ対策推進本部は、「本人確認法」と「組織的犯罪処罰法」第5章を一本化し、対象業種を拡大する法案を作成すること、FIUを金融庁から国家公安委員会に移管することなどを決定した。
2007年（平成19年）4月1日付で本法が一部施行され、翌年3月1日の全面施行により「本人確認法」と「組織的犯罪処罰法」を置き換える形となった。金融機関との取引に際して行われる本人確認の内容は基本的に変わらないが、宅地建物取引業などが、新たに確認対象業者とされた。
2013年4月1日に改正法が施行。確認が必要となる取引や、取引者の個人特定情報のほか、職業・事業内容、取引目的、実質的支配者など確認事項が追加された。
2016年10月1日に改正法が施行。本人確認の身分証明書に証明写真のないもの（健康保険証など）を使用する場合は、証明する書類を2点以上提示することを義務づけられた。
2018年11月30日に改正法が施行。本人確認方法にオンラインで完結する方法(eKYC)が新設された。

## 主な規制・義務内容

### 犯罪による収益
本法の定義における「犯罪による収益」とは、組織的犯罪処罰法第2条第4項に規定する犯罪収益等（犯罪収益、犯罪収益に由来する財産又はこれらの財産とこれらの財産以外の財産とが混和した財産）、または麻薬特例法第2条第5項に規定する薬物犯罪収益等（薬物犯罪収益の果実として得た財産、薬物犯罪収益の対価として得た財産、これらの財産の対価として得た財産その他薬物犯罪収益の保有又は処分に基づき得た財産）をいう（犯収法2条1項）。

### 特定事業者
犯収法の規制対象となる事業者を特定事業者という（犯収法2条2項）。特定事業者に含まれる業種は多岐にわたるが、その概要は以下のとおりである。
- 金融機関等
- ファイナンスリース事業者
- クレジットカード事業者
- カジノ事業者
- 宅地建物取引業者
- 宝石・貴金属等取扱事業者
- 郵便物受取サービス事業者（いわゆる私設私書箱）
- 電話受付代行業者（いわゆる電話秘書）
- 電話転送サービス事業者
- 司法書士
- 行政書士
- 公認会計士
- 税理士
- 弁護士（日弁連会則による自主規制[注釈 2]）

### 特定事業者の義務

#### 義務の内容
特定事業者が犯収法上負う義務の概要は以下のとおりである。
- 取引時確認（犯収法4条）
- 確認記録の作成・保存（7年間）（犯収法6条）
- 取引記録の作成・保存（7年間）（犯収法7条）
- 疑わしい取引の届出（弁護士、司法書士を除く[注釈 3]）（犯収法8条）
- コルレス契約締結時の厳格な確認（金融機関等のみ）（犯収法9条）
- 外国為替取引に係る通知（金融機関等のみ。暗号資産交換業者についてはトラベルルール実施国との取引のみ）（犯収法10条）
- 取引時確認等を的確に行うための措置（犯収法11条）
- 弁護士等による本人特定事項の確認等に相当する措置（犯収法12条）

特定事業者によって提供された情報が、刑事事件の捜査に資すると認られる場合は、国家公安委員会から検察官などの捜査機関に提供される（犯収法13条1項）。

#### 規制対象となる取引
特定事業者の行う取引が全て規制対象となるわけではなく、以下のような一定の取引において義務が生じる。取引の種類により課される義務の種類が変わる。
- 特定業務

特定事業者の義務の対象となる取引。
- 特定取引等

取引時確認が必要となる取引。「特定取引」と「ハイリスク取引」からなる。
- 特定取引

「対象取引」と「特別の注意を要する取引」からなる。
- 対象取引

犯収法7条に列挙されているもの。
- 特別の注意を要する取引（2016年10月1日より新設）

顧客管理の上で特別の注意を要する類型。
- マネー・ロンダリングの疑いがあると認められる取引
- 同種の取引と著しく異なる態様で行われる取引

- ハイリスク取引

マネー・ロンダリングに用いられるおそれが特に高い取引類型。
- なりすまし等
- 特定国居住者との取引（イラン・北朝鮮）
- 外国PEPs（外国元首等）との取引（2016年10月1日より）

### 金融サービス等の顧客の禁止行為
顧客として以下の行為（キャッシュカード等の譲渡等）を行うことは禁止されており、違反者は１年以下の懲役若しくは100万円以下の罰金又はその併科に処せられる。
- 本人特定事項を隠蔽する目的で本人特定事項を偽る行為
- 他人になりすまして、以下のサービスの提供を特定事業者から受けること又は第三者に以下のサービスの提供を受けさせることを目的として、以下のサービスに係る通帳・カード等の譲受、受領、サービスの提供を受ける行為
  - 銀行の預貯金契約
  - 高額電子移転可能型前払式支払手段利用契約
  - 資金移動業者の為替取引サービス
  - 電子決済手段等取引業者の電子決済手段等取引契約
  - 電子決済等取扱業者の電子決済等利用契約
  - 暗号資産交換業者の暗号資産交換契約

## 規制潜脱が疑われた事例

### 貴金属取引における一定金額越え時の本人確認と取引記録作成義務
犯罪収益移転防止法では、貴金属の取引については、200万円を超えない場合には特定取引に該当しないことから（施行令第7条第1項第6号）、詳細な本人確認や取引に関する記録作成などの義務が発生しない。2024年4月19日に日本橋高島屋の「大黄金展」の会場で販売価格1040万円の盗まれた純金の茶わんは田中貴金属工業の店頭小売価格で時価約493万円だが、江東区の買取店は180万円という安値で買い叩いている。背景として、同法によって「詳細な本人確認や取引に関する記録作成などの義務」が発生する200万円を超えさせないためと報道された。盗品を買取った店は、480万円で別業者に即日転売したことも判明している。